# Siemens Mobility
Siemens Mobility GmbH es una empresa ferroviaria de fabricación de equipos de ferrocarril con sede en Múnich, Alemania, perteneciente a Siemens AG. 

## Historia
Tiene sus raíces en Siemens & Halske, que ya construyó el tranvía de Gross-Lichterfelde en 1881, y que en 1966 se integró en Siemens Aktiengesellschaft. El 1 de agosto de 2018 se crea Siemens Mobility como una subsidiaria independiente dedicada a la fabricación de material rodante, señalización ferroviaria, electrificación ferroviaria, sistemas llave en mano y sistemas inteligentes de transporte.

## Productos

### Locomotoras
- Vectron
- Asiarunner
- Eurorunner
- EuroSprinter

### EMU/DMU
- Velaro
- Mireo
- Desiro
- Inspiro

### Otros
- Maglev
- Avenio
- Combino

## España
Su filial en España, Siemens Mobility S.L.U., tiene su sede en Tres Cantos e instalaciones en Tres Cantos y Cornellá.